# Altingia
Altingia és un gènere amb 11 espècies acceptades, de les 16 descrites, de fanerògames pertanyent a la família Altingiaceae, anteriorment inclosa en la família Hamamelidaceae com a simple subfamília.
- Nota: Alguns autors suggereixen la inclusió del gènere Altingia dins del gènere Liquidambar, però altres evidències manifesten la seva separació.[1][2][3] El fet que l'Altingia i el Liquidambar hibridan naturalment recolza la primera hipòtesi.[4]

## Descripció
Són arbres de fulla perenne monoica que aconsegueixen 10-50 m d'altura. Les fulles, peciolades i estipulades, són simples, mesuren 4–15 cm de longitud i 2–7 cm d'ample, tenen marges serrats, ocasionalment sencers, i estan disposades en espiral. Les inflorescències masculines són globoso/cilíndriques, pedunculades i
agrupades en rams terminals o subterminals. Les inflorescències femenines s'organitzen en capítols subterminals o per sota de la inflorescència masculina. Tenen un llarg pedunculat i estan compostes per de 5 a 30 flors. Les flors masculines com les femenines no tenen ni sèpals i ni pètals. Les masculines tenen 1-4 bràctees basals i de 4 fins a molts estams, amb filaments molt curts o absents. Les flors femenines, per la seva banda, poden tenir o no estaminodis. L'ovari és semi-inferior amb 30-50 òvuls per lòcul i estils divergents, sovint fortament corbats cap a l'exterior i amb estigmes Papil·losos. Les infructescències són globoses, de base truncada, amb càpsules llenyoses de dehiscència bi-loculicida i amb estils no persistents. Tenen nombroses llavors, les superiors estèrils sense ales; les inferiors, unes poques, són fèrtils, aplanades, estretament alades al llarg de la vora o només en l'àpex.

## Distribució
El gènere és natiu del sud-est d'Àsia, en Bhutan, Cambodja, sud de la Xina, l'Índia, Indonèsia, Laos, Malàisia, Myanmar, Tailàndia, i el Vietnam.

## Taxonomia
El gènere va ser descrit per Francisco Noronha, i publicat en Verhandelingen van het Bataviasch Genootschap der Kunsten en Weetenschappen, 5(2), 1790 L'espècie tipus és: Altingia excelsa Noronha

## Espècies acceptades
- Altingia cambodiana Lecomte
- Altingia chinensis (Champ.) Oliv. exHance
- Altingia excelsa Noronha
- Altingia gracilipes Hemsl. - Endèmica de la Xina
- Altingia indochinensis H.T.Chang
- Altingia multinervis C.I.Cheng - Endèmica de la Xina
- Altingia obovata Merr. & Chun - Endèmica de la Xina
- Altingia poilanei Tardieu
- Altingia siamensis Craib
- Altingia tenuifolia Chun ex H.T.Chang - Endèmica de la Xina
- Altingia yunnanensis Rehder & I.H.Wilson - Endèmica de la Xina[6][7]